# Pralesnička žlutopruhá
Pralesnička žlutopruhá (Dendrobates truncatus) je druh pralesničky rodu Dendrobates. Je to endemický druh na úzkém území uprostřed Kolumbie. Její přirozené prostředí je v subtropických nebo tropických pralesích. Pralesnička žlutopruhá je velká asi 2 cm. Obvyklá (nejčastější) varianta má na zádech světle oranžové pruhy a kolem nohou a na břiše žlutobílé pruhy, ale existují i jiná zbarvení se zelenými nebo oranžovými pruhy na nohách a na břiše.

## Jiné typy zbarvení

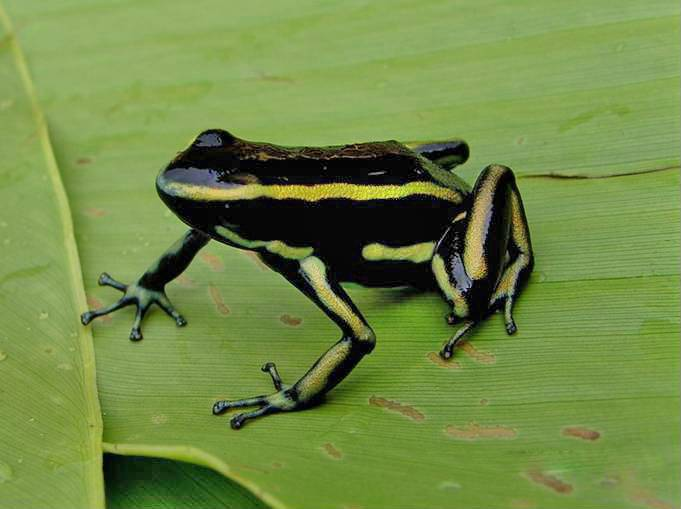
Typ zbarvení se zelenými pruhy
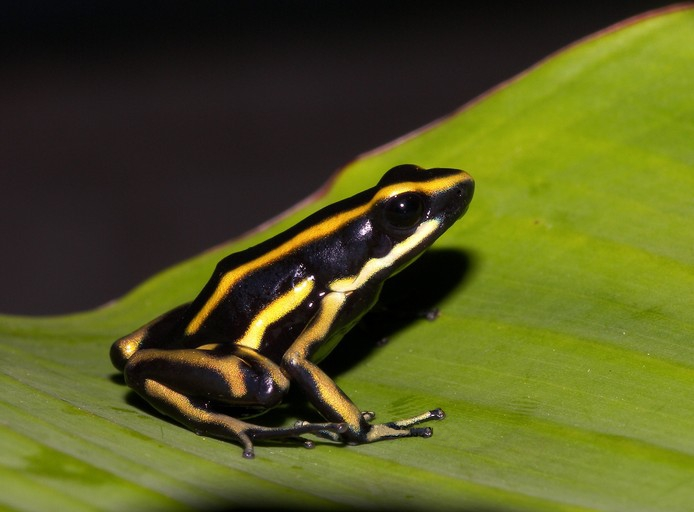
Typ zbarvení s oranžovými pruhy